# Radiația talamică anterioară
Radiația talamică anterioară (Radiatio thalami anterior) sau pedunculul talamic anterior,  pedunculul talamic frontal este un grup de fibre talamocorticale aflate în partea medială a brațului anterior al capsulei interne care conectează nucleii talamici mediali (nucleul talamic mediodorsal) și anteriori, unii nuclei hipotalamici și unele structuri limbice cu cortexul lobului frontal (cortexul prefrontal) și cortexul cingular anterior al girusul cingular. Principale fibre sunt fibrele între nucleul talamic mediodorsal și cortexul frontal și fibrele între nucleii talamici anteriori și cortexul cingular anterior.  Anomaliile radiațiilor talamice anterioare au o posibilă legătură cu tulburările cognitive și simptomele negative din schizofrenie.